# Tustna
Tustna är en ö i Aure kommun i landskapet Nordmøre i Møre og Romsdal fylke i västra Norge. Det är den västligaste av de stora öarna i kommunen, avskild från ön Stabblandet i öster av Sålåsundet. Den har en yta på 87,5 kvadratkilometer och hade 811 invånare 2020, inklusive ön Golma i väster och ett par andra mindre öar.
Ön Tustna är stenig och har ett brätte med lägre land ut mot kusten i nordväst. Här finns stora myrområden medan det på den södra sidan av ön finns en stor tallskog. Berggrunden består av gnejs som skärs igenom av sprickor fyllda med en rödaktig, vulkanisk bergart. Den högsta punkten är Skarven i sydöst på 896 meter över havet.
Tustna har bosättningar längs kusten, särskilt i väster och norr, där Tømmervåg respektive Leira är de största orterna. Det går en bro över Sålåsundet till ön Stabblandet som är en del av fylkesväg 680. Ön har också färjeförbindelse från Tømmervåg till Seivika i Kristiansunds kommun i sydväst.
Tidigare har ön tillhört dåvarande Edøy kommun, därefter dåvarande Tustna kommun.